# Anthelia
Anthelia (deutsch Schimmelmoose oder Schneetälchenlebermoose) ist eine Gattung von Lebermoosen. Sie ist die einzige Gattung der Familie Antheliaceae innerhalb der Ordnung Jungermanniales.

## Merkmale
Die Moose der Gattung Anthelia sind Bewohner der Hochgebirge und wachsen hier auf Schneetälchen-Böden. Die sehr kleinen Pflanzen sind mit einer wachsartigen Schicht überzogen und bilden hellgraue, selten bräunliche, flache Überzüge oder niedrige Polster auf nackter Erde. Flankenblätter und die ähnlichen Unterblätter sind tief zweilappig, die Sprosse erscheinen daher mehr oder weniger regelmäßig dreizeilig beblättert. Die Blattzellen enthalten keine Ölkörper. Brutkörper sind nicht bekannt.

## Systematik
Die Gattung Anthelia beinhaltet nur zwei Arten, die beide auch in den Alpen vorkommen:
- Anthelia julacea (Kätzchenartiges Schneetälchenlebermoos, Polster-Schimmelmoos)
- Anthelia juratzkana (Juratzkas Schneetälchenlebermoos, Krusten-Schimmelmoos)